# Chrysotoxum violaceum
Chrysotoxum violaceum är en tvåvingeart som beskrevs av Enrico Adelelmo Brunetti 1923. Chrysotoxum violaceum ingår i släktet getingblomflugor, och familjen blomflugor. Inga underarter finns listade i Catalogue of Life.